# Протоавис
Протоавис (лат. Protoavis) — название рода, предложенное для окаменелостей позднего триаса (228—208,5 млн лет назад), обнаруженных на северо-западе Техаса (США). В 1991 году протоавис был описан палеонтологом Шанкаром Чаттерджи (англ. Sankar Chatterjee) как примитивная птица, однако эта интерпретация была подвергнута сомнению. Если интерпретация Чаттерджи верна, то протоавис является древнейшей из известных птиц, на 60—75 млн лет старше археоптерикса. Выделяется единственный вид Protoavis texensis («первоптица техасская»).
Статус протоависа спорен. Некоторые палеонтологи (Е. Курочкин, Ш. Петерс, Л. Мартин, Л. Хо) принимают птичий статус протоависа. Однако большинство палеонтологов отвергает связь протоависа с птицами и подвергает сомнению достоверность таксона.

## Описание
Согласно реконструкции Чаттерджи, длина протоависа составляла около 35 см. Хотя он жил за 60—75 млн лет до археоптерикса, строение его скелета ближе к современным птицам. Из-за наличия зубов на клюве в нём предполагают хищника, размещение глаз на передней части черепа свидетельствует о ночном или сумеречном образе жизни.
По мнению Чаттерджи, протоавис был адаптирован к полёту, на его костях присутствуют особые отметины — точки прикрепления перьев. Однако, по мнению других палеонтологов, небольшое количество окаменелостей не позволяет определить степень способности протоависа к полёту, более того, детальный их анализ не даёт никаких свидетельств наличия у него перьев.
Е. Курочкин выделял следующие особенности, связывающие протоависа с птицами:
- обширная и тонкостенная мозговая коробка;
- латеральная сочленовная ямка для квадратно-скуловой кости на квадратной кости;
- двухголовчатая квадратная кость;
- гетероцельное строение шейных позвонков;
- удлинённые коракоид и лопатка, сочленяющиеся через ямку на коракоиде и выступ на лопатке;
- слияние концов 3-й и 4-й метакарпалий в кисти;
- глубокие ямки для почек с внутренней стороны подвздошных костей;
- мыщелок под малую берцовую кость на дистальном эпифизе бедра.

## Изучение
Окаменелости протоависа найдены в 1984 году в отложениях триасовой речной дельты, смешанными с костями различных динозавров, что является возможным следствием массовой гибели при наводнении. Обнаруживший их учёный Шанкар Чаттерджи убеждён, что найденные им ископаемые остатки принадлежат двум особям одного вида, молодой и старой. К ним относятся лишь череп и фрагменты конечностей, достаточно диспропорциональные между собой, чтобы появилась версия о химерности экземпляров, иными словами, гипотеза о том, что экземпляры представляют собой скопление костей нескольких организмов, принадлежащих к разным видам. Из-за небольшого числа находок и обстоятельств их обнаружения среди палеонтологов сохраняются сомнения в том, является ли протоавис птицей и даже является ли он реально существовавшим животным.
Российский палеорнитолог Е. Н. Курочкин, принимавший участие в изучении остатков, полагал, что причина критического отношения учёных к протоавису носит преимущественно психологический характер, связанных с категоричностью утверждений Чаттерджи, настаивающем на способности обнаруженного существа к полёту.

## Значение
Принятие птичьего статуса протоависа подразумевает, что становление класса птиц произошло не позднее конца триасового периода. Следовательно, предков птиц следует искать среди триасовых архозавров. Это не согласуется с наиболее распространённой точкой зрения на филогению ранних птиц, по которой самыми близкими родственниками птиц являются троодонтиды и дромеозавриды — два семейства хищных динозавров. Если данная филогения верна, то эти семейства должны были возникнуть в триасовом периоде, однако наиболее ранние окаменелости представителей этих семейств относятся к позднему юрскому периоду.
По мнению Чаттерджи, ближайшими родственниками птиц являются триасовые цератозавры — группа тероподных динозавров, обладавшая рядом существенных особенностей, характерных для птиц (близкое к гетероцельному строение шейных позвонков, срастание тазовых костей и др.). Эти особенности скелета цератозавров традиционно расцениваются как результат конвергенции.
Гипотеза дифилетического происхождения птиц, разрабатывавшаяся Е. Н. Курочкиным, частично основывалась на изучении протоависа. Согласно этой гипотезе, веерохвостые птицы произошли от некоторой группы юрских архозавров, близким родственником которых является протоавис. Археоптерикс и энанциорнисы являются потомками теропод.
Признание протоависа наиболее ранней на сегодняшний день птицей порождает временной промежуток в 85 млн лет между протоависом (210 млн лет назад) и первыми бесспорными веерохвостыми птицами (125 млн лет назад). В течение этих 85 млн лет (поздний триас, юрский период, ранний мел) должны были существовать примитивные птицы, окаменелостей которых однако не найдено. Исключение составляет археоптерикс (поздний юрский период), но он менее продвинут по сравнению с предполагаемой анатомией протоависа.
Л. Уитмер заключил, что череп протоависа на самом деле принадлежит целурозавру. Эта оценка предполагает, что целурозавры появились не позднее конца триаса.